# Mezêncio

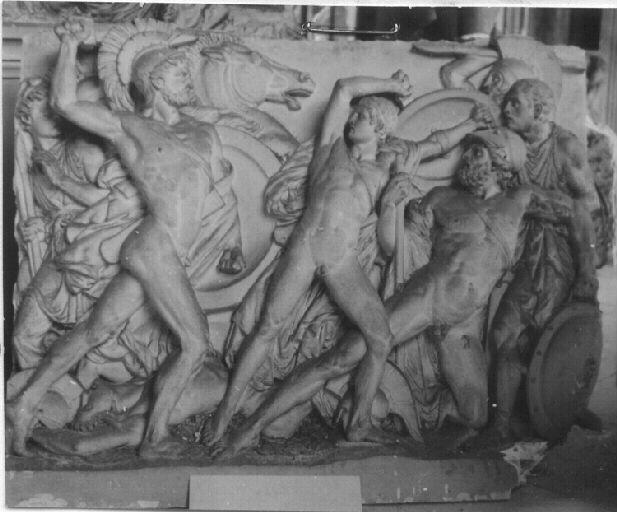
Relevo 'Mezêncio ferido e resguardado por seu filho Lausos', de Louis-Léon Cugnot, em 1859.

Mezêncio é, na mitologia romana, um rei etrusco que governou Cere (hoje Cerveteri), cidade situada na região da Etrúria, na Itália central. É um personagem importante no poema Eneida, de Virgílio, no qual participa com Turno da guerra contra os troianos. É pai de Lauso, que também participou da guerra, e foi morto por Eneias, herói troiano.
Mezêncio pode ter sido um personagem histórico real, como se deduz de uma inscrição etrusca num vaso do século VII a.C. encontrado em Cerveteri. Nesse vaso está escrito Mi Laucies Mezenties, isto é, "Eu (sou) de Mezêncio" (citado por Andrea Carandini in La nascita di Roma. Torino, Einaudi, 1997, §414, p. 543).
Na tradição anterior a Virgílio, todos os etruscos se opunham aos troianos. Neste ponto, ele modificou profundamente a tradição antiga. Transformou Mezêncio num tirano que cometeu tantos excessos que os próprios habitantes de Cere o expulsaram (Eneida, 8, 478-494).
Sempre na versão de Virgílio, o rei exilado encontrou asilo junto de Turno, rei dos rútulos, que seguiu em sua guerra contra os troianos. O restante dos etruscos, que se revoltaram contra Mezêncio, aliaram-se a Eneias. Deste modo, Virgílio dividiu os etruscos e alterou as alianças.
O rei Evandro, um grego que emigrara para o Lácio antes da guerra de Troia, conta a Eneias que Mezêncio durante muitos anos manteve a cidade de Cere sob seu domínio tirânico, permitindo procedimentos hediondos como amarrar juntos prisioneiros vivos e mortos e colá-los boca a boca, numa tortura atroz. Cansados das estripulias do tirano, os cidadãos de Cere se rebelaram, mataram seus seguidores e incendiaram suas casas.
Mezêncio é morto por Eneias com um golpe de espada, num combate, no livro 10 da Eneida. Com as armas que tomou do inimigo, o herói troiano ergue um troféu a Marte, deus da guerra (Eneida, XI, 7-16).
Mezêncio é chamado na Eneida de "depreciador dos deuses". Já na tradição anterior a Virgílio (Catão, o Velho, Origens de Roma, 1, 12) contava-se que Mezêncio havia exigido que os rútulos lhe oferecessem os primeiros frutos da colheita de vinho em vez de oferecê-los a Júpiter. Mas Virgílio omite este episódio na Eneida.
O filho de Mezêncio, Lauso, também desempenha um grande papel no livro 10 da Eneida. No livro 7 (verso 649) Virgílio destaca sua beleza, que só era inferior à de Turno, e também tende a dissociá-lo moralmente de seu pai (versos 653-654).
Em outras versões, Mezêncio sobrevive à guerra contra os troianos. Tito Lívio narra o ataque de Mezêncio aos latinos preocupados com o surgimento e a expansão da cidade de Lavínio, fundada por Eneias depois da guerra. Dionísio de Halicarnasso também segue a versão segundo a qual Mezêncio sobrevive à morte de Eneias.